# 驾部司
驾部司，兵部官署名称。
魏晋南北朝始置驾部郎曹，长官为驾部郎（驾部郎中），隶属左民尚书，掌管车舆畜牧。西晋北魏前期设驾部尚书，直属尚书省。东晋南朝隶属左民曹（左民尚书）。北魏后期和北齐隶属殿中曹（殿中尚书）。西魏大统十二年（546年）驾部为尚书省十二部之一，主官为郎中。北周隶属夏官府，主官为中大夫。
隋朝改为驾部司，为兵部四司，设驾部侍郎、驾部员外郎。大业三年（607年），正副官员改为驾部郎、职方驾部郎。唐朝武德三年（620年）恢复驾部郎中、驾部员外郎的旧名。驾部郎中从五品上，驾部员外郎从六品上。管理本乘、厩牧、驿传的政令，具体事务由太仆寺管理。龙朔二年（662年）改为司舆司，正副官员改为司舆大夫、司舆员外郎。咸亨元年（670年），恢复驾部司的旧名。天宝十一载（752年）改为司驾司，正副官员改为司驾郎中、司驾员外郎。至德二载（757年），恢复驾部司的旧名。五代十国沿置，北宋初年，设判驾部事一员，以无职事朝官担任。驾部郎中为五品寄禄官，驾部员外郎为六品寄禄官。元丰改制设驾部郎中从六品、驾部员外郎正七品，马政归枢密院。南宋建炎三年（1129年）以太仆寺并入。金朝、元朝兵部不分司。
明朝洪武十三年（1380年）设驾部，设驾部郎中正五品、驾部员外郎从五品，洪武二十九年（1396年）改为车驾清吏司。